# البطولات الفرنسية 1930 (كرة مضرب)
قائمة البطولات الفرنسية لعام 1930 (المعروفة الآن باسم دورة رولان غاروس) :

## الكبار

### فردي رجال
هنري كوهيت هزم  بيل تيلدن, النتيجة:3-6, 8-6, 6-3, 6-1 

### فردي سيدات
هيلين ويلز مودي هزمت  هيلين جاكوبز, النتيجة:6-2, 6-1

### زوجي رجال
هنري كوهيت و جاكويز بروغنون هزما  هاري هوبمان و جيم ويلارد, النتيجة:6-3, 9-7, 6-3

### زوجي سيدات
هيلين ويلز مودي و إليزابيث رايان هزمتا  سيمون باربير و سايمون ماثيو, النتيجة:6-3, 6-1

### زوجي مختلط
سيلي أوسيم و بيل تيلدن هزما  إيلين بينيت وايتينغستال و هنري كوهيت, النتيجة:6-4, 6-4